# Étienne de Bourret
Pour les articles homonymes, voir Bourret.
Ne doit pas être confondu avec Étienne-Michel Bouret.
Étienne de Bourret ou de Bouret est un ecclésiastique français, évêque de Paris de 1320 à sa mort en novembre 1325.

## Biographie
Étienne de Bourret est parfois appelé de Borest, ce qui a fait penser qu'il est originaire de Borest dans le département de l'Oise. Il semble plutôt avoir des liens familiaux avec Saint-Germain-en-Laye, puisqu'il prévoit par testament une fondation pour financer la desserte d'une chapelle fondée par ses ancêtres à Feuillancourt, hameau de Saint-Germain.

### Promotion à l'épiscopat
Étienne de Bourret est maître des écoles de Poitiers, quand, le 13 octobre 1317, il est élu doyen du chapitre de Chartres. Il est élu évêque de Paris le 20 juin 1320 — son prédécesseur, Guillaume de Baufet, étant mort le 30 décembre 1319 — et sacré le 31 juillet 1320 par Guillaume-Pierre Godin, cardinal évêque de Sabine. Il doit attendre jusqu'au 1er octobre 1321 pour que le roi de France Philippe V le Long lui délivre le temporel du diocèse.
En février 1322, Étienne de Bourret participe au concile provincial présidé par l'archevêque de Sens, Guillaume de Melun.

### Annulation du mariage du roi
La même année, Étienne de Bourret se prononce pour l'annulation de la dispense accordée par le pape Clément V pour le mariage du roi Charles IV le Bel et de Blanche de Bourgogne. Il répond ainsi à la demande du roi, qui a fait enfermer sa femme depuis 1314, accusée d'adultère dans le cadre de l'affaire de la tour de Nesle. 
Le 29 janvier 1322, la cause est soumise par le roi à l'ordinaire du diocèse de Paris, l'évêque Étienne de Bourret assisté de Jean de Marigny, évêque de Beauvais, et du notaire apostolique Geoffroy du Plessis. Pierre Gauvain, procureur du roi, invoque divers arguments. Après l'audition de nombreux témoins, Étienne de Bourret transmet le dossier le 31 mars au pape Jean XXII. Celui-ci prononce l'annulation du mariage le 19 mai 1322,.

### Saint Thomas d'Aquin
Le 14 février 1325, Étienne de Bourret publie une ordonnance déclarant légitime la doctrine de Thomas d'Aquin, canonisé deux ans auparavant. Il annule ainsi les censures prononcées par ses prédécesseurs sur le siège épiscopal de Paris, en particulier la censure publiée par l'évêque Étienne Tempier en 1277,,,,,,. Il vante même les mérites du nouveau saint.
Étienne de Bourret meurt à Avignon le 7 ou le 23 novembre 1325.